# Россия 24-Урал
Россия 24-Урал — первая информационная телекомпания в Екатеринбурге. Входит в ГТРК «Урал». С 3 декабря 2017 года вещает в цифровом формате в первом мультиплексе РТРС-1 на всей территории Свердловской области. Также вещание канала ведётся посредством кабельных и IPTV - операторов: Ростелеком, Дом.ru, Планета, МТС, Инсис, Билайн и УГМК-Телеком.

## Программы
- Вести-Урал - ежедневная информационная программа о событиях в Екатеринбурге и Свердловской области. Выходит в эфир каждый будний день в рамках блока "Местное время" в 10:00, 19:30, и в 22:00. В субботу выходит в эфир с 10:00 до 10:30 (повтор от пятницы).
- Вести-Урал. Спорт - информационный блок о спортивной жизни Екатеринбурга и Свердловской области. Выходит в эфир в понедельник, среду и пятницу в 21:50 сразу после выпуска Вестей - Урал.
- Вести-Урал. Итоги- еженедельная итоговая информационная программа. Выходит в эфир в воскресенье в 15:00, повтор в понедельник в 10:00.
- Мобильный репортёр - интересные видеоролики, присланные зрителями. Выходит в эфир по воскресеньям в 15:45.